# Ezequiel Vidal
Ezequiel Norberto Vidal (Bahía Blanca, Argentina, 2 de agosto de 1995) es un futbolista argentino que juega de mediocampista para el Minerva Punjab Football Club de la Superliga de India.

## Trayectoria
Debutó profresionalmente en Olimpo en el 2014, luego tuvo una serie de préstamos a diferentes clubes: en el 2016 fue prestado a Independiente y a Delfín Sporting Club. En el 2017 volvió a su club de origen, pero tras poca participación fue cedido a Juventud de Las Piedras. Ya en el 2018 nuevamente regresó al Club Olimpo

## Clubes
| Club          | País      | Año       | Partidos | Goles |
| ------------- | --------- | --------- | -------- | ----- |
| Olimpo        | Argentina | 2013-2015 | 7        | 0     |
| Independiente | Argentina | 2016      | 8        | 0     |
| Delfín SC     | Ecuador   | 2016      | 20       | 0     |
| Olimpo        | Argentina | 2017      | 5        | 0     |
| Juventud      | Uruguay   | 2017      | 12       | 1     |
| Olimpo        | Argentina | 2017-     | 14       | 0     |